# Alex Drake
Alex Drake è un personaggio immaginario della serie televisiva Pretty Little Liars, antagonista della sesta e settima stagione. Essendo la gemella monozigote di Spencer Hastings, il personaggio è interpretato dalla stessa Troian Bellisario, mentre nel doppiaggio italiano è doppiata comunque da Letizia Scifoni.
Al termine della settima stagione si scopre che Alex è A.D., il misterioso stalker che ha perseguitato Aria, Hanna, Emily, Spencer e Alison.

## Personaggio
Alex Drake è la sorella gemella identica di Spencer Hastings ed è la sorella minore di Melissa Hastings, e Charlotte DiLaurentis. È inoltre la cugina di Alison DiLaurentis ed è il principale antagonista delle stagioni 6B e 7.
Alex si voleva vendicare della morte di Charlotte e credeva che Aria, Hanna, Emily e Spencer l'avessero uccisa. Inoltre, era gelosa della vita che la sua sorella gemella aveva, mentre lei era stata adottata da una ricca famiglia britannica e poi abbandonata. Infatti, in molte scene della settima stagione vediamo Alex fingersi Spencer in diverse occasioni, con l'intento di rubarle la vita.

## Biografia
Alex Drake è la terza ed ultima figlia di Mary Drake. È nata l'11 aprile 1994 al Radley Sanitarium, dove sua madre ha passato la maggior parte della sua vita. Prima della sua nascita, nacque la sua gemella Spencer, che è stata presa dal padre biologico Peter Hastings e da sua moglie Veronica. L'esistenza di Alex era a loro sconosciuta, dato che lei è nata dopo che Spencer era già stata data via (subito dopo il parto). Mary, che voleva scappare dal Radley, permise ad un dottore di organizzare l'adozione di Alex in cambio di 500.000 dollari e un biglietto d'uscita dal Radley. Alex è stata successivamente adottata da una ricca famiglia britannica. Però, quando era ancora una bambina, iniziò ad avere problemi e la famiglia con la quale viveva non voleva infangare il suo nome. Quindi, lasciarono Alex in un orfanotrofio. È saltata da un orfanotrofio all'altro per gran parte dell'infanzia, prima di scappare all'età di 10 anni.

## Settima stagione
Durante l'episodio Tic tac stronzette, nel fienile abbandonato dove Hanna è tenuta prigioniera, lei sente la voce di "Spencer" che chiama il suo nome. A causa di ciò, Hanna si sveglia e vede una "Spencer" giovane. Alex, fingendo di essere Spencer, dice ad Hanna che lei starà bene. "Spencer", promette ad Hanna che non la lascerà morire lì. Hanna dice che è una cosa buona il fatto che non sappiano chi abbia ucciso Charlotte, altrimenti lei glielo avrebbe detto. Alex, continuando a fingersi Spencer, le dice che può scappare da lì e che ci sarà sempre per lei. Inoltre le fa credere che tutta questa conversazione si tratta solo di un sogno.
In Una contro tutte Alex, in casa degli Hastings, sta guardando delle foto racchiuse in un album fotografico della famiglia. Si ferma a guardare la foto di un neonato e rimane a guardarlo per qualche secondo, prima di risultare visivamente irritata.
In L'ira di Kahn Alex, fingendo di essere Spencer, dice addio a Toby. Gli dà un libro come regalo d'addio e gli chiede se si possono baciare un'ultima volta.
In Il cuore dimora negli occhi Alex e Wren si incontrano all'aeroporto e Wren dice ad Alex che vuole che la ragazza ritorni a casa. Inoltre le dice anche che ha i soldi e che dovrebbe smetterla di torturare le ragazze. Alex gli risponde dicendogli che non si tratta solamente di soldi e che Spencer ha tutto e che è vicina a diventare come lei. Poi, all'aerepo, nota Ezra. Lo chiama e lo presenta a Wren. La ragazza, fingendosi Spencer, gli dice se vuole bere qualcosa, ma lui declina l'offerta e va via.
In Scegliere o perdere Alex va a casa di Toby, fingendosi Spencer. I due riflettono sul bacio avvenuto in L'ira di Kahn. Alex seduce Toby e successivamente finiscono a letto insieme.
In Finché morte non ci separi Alex va a visitare sua madre, Mary Drake, in prigione. Alex le dice che ha bisogno del suo aiuto. 
Alex viene vista da Spencer, che si sta svegliando, dopo essere stata colpita da Mona. Spencer è rinchiusa in una stanza e guarda quello lei crede sia uno specchio. Alex abbassa la mano dalla sua testa, mentre Spencer la tiene sopra. Spencer, scioccata, viene spaventata da Alex. Mary entra nella stanza di Spencer e le dice che non si sarebbe dovuta svegliare così presto e la fa addormentare. Quando si risveglia, Alex è seduta su una sedia e Spencer le domanda chi è. 
In un flashback, a Londra di qualche anno fa, Alex sta lavorando ad un bar, quando Wren entra. Inizialmente la scambia per Spencer, ma lei gli dice che si è confuso con qualcun altro. 
Tornati al presente, Alex dice che non sapeva nulla di lei, di Charlotte o di Mary. Pensava che Wren la stesse prendendo in giro, finché lui non le mostrò una foto di Spencer. Quando Charlotte morì, Alex disse che aveva bisogno di andare a Rosewood e quindi Wren la lasciò andare, poiché sapeva che sarebbe ritornata da lui. Quando scoprì chi era stato ad uccidere Charlotte, tornò a Londra. In un flashback, Alex e Wren stanno discutendo. Alex dà una pistola a Wren, dicendogli di spararle alla spalla, così da sembrare perfettamente uguale alla gemella Spencer. Dopo qualche secondo, le spara alla spalla. Nel presente, Alex spiega che il piano era di diventare Spencer insieme a Wren, ma non importa quel che faceva, lui pensava sempre fosse Alex. Spencer le chiede se si sono lasciati, ma lei le risponde dicendole che sono sempre assieme. Si tocca la collana e le dice che ha trasformato le sue ceneri in un diamante. Poi guarda l'orologio e dice che deve prepararsi per il matrimonio di Aria. Al matrimonio, Ezra non si fa vivo. Si scopre, infatti, che Alex lo ha rapito e lo ha portato nello stesso luogo in cui Spencer è rinchiusa. Alex ritorna dal matrimonio e va a parlare con Spencer. Ezra, rinchiuso in un'altra stanza, dice che non deve farlo per forza. Alex gli risponde dicendogli che vuole privacy con sua sorella. Spencer dice ad Alex che ha capito perché si sta comportando così e che sa la sua storia (poco prima Mary era andata a farle visita e le ha raccontato la storia di Alex) e che può perdonarla come ha fatto con Mona. Alex dice che non si tratta solo dell'avere i suoi amici, ma vuole anche Toby. In un flashback, Charlotte sta parlando con Wren. I due stanno aspettando l'arrivo di Alex. Charlotte rimane sorpresa quando la vede, perché similissima a Spencer. Le due iniziano a parlare senza mai smettere e Alex dice che era come se si conoscessero da una vita. In un altro flashback, Charlotte e Alex si salutano, poiché Charlotte doveva tornare a Rosewood. Charlotte le promette che sarebbe tornata. Tornati al presente, Alex dice a Spencer che Charlotte non è mai tornata a Londra. Alex, poi, va di nuovo via. 
Incontra Jenna, che le chiede se sta indossando un nuovo profumo. Lei dice che la mattina era stata dai suoi cavalli e poi va via. Qualche momento dopo Jenna chiama Toby, dicendogli che non pensa che Spencer è davvero Spencer. 
Tornata nel luogo in cui sono rinchiusi Ezra e Spencer, Alex scopre che i due sono scappati. Quindi, arrabbiata, prende un'ascia. Mary le dice di non fare del male a Spencer e che insieme sarebbero potute partire in un luogo lontano da lì, ma Alex non ne vuole sapere, dato che vuole stare insieme a Toby. Mary, allora, le dice che lei è Alex e non Spencer, ma la ragazza le urla che adesso è lei Spencer. Dopodiché, Alex colpisce la donna, facendola svenire. 
Qualche attimo dopo Alex e Spencer si scontrano, ma vengono fermate dall'arrivo di Toby, Aria, Emily, Hanna, Caleb, Alison e Mona. Toby vedendo le due gemelle si confonde: Alex prova a convincere Toby che lei è Spencer, ma Spencer dice al ragazzo di non ascoltarla. Toby si avvicina ad Alex e poi le chiede di dirgli qual è la sua citazione preferita del libro che Alex ha regalato a lui. La ragazza non sa rispondere e subito dopo Spencer risponde al posto suo nella maniera esatta. 
Arriva la polizia, chiamata da Mona, che porta via Alex e Mary Drake.
A fine puntata, vediamo entrambe rinchuse in una casa delle bambole da Mona.

## Pretty Little Liars: The Perfectionists
Nel primo episodio di Pretty Little Liars: The Perfectionists, lo spin-off di Pretty Little Liars, Mona rivela ad Alison che Alex e Mary sono scappate dalla casa delle bambole.

## Sviluppo
La creatrice della serie, Marlene King, aveva pianificato di introdurre la gemella di Spencer sin dal 2014, quando era iniziata ad andare in onda la quinta stagione. Inizialmente, aveva dubbi sulla sua introduzione in quanto la Freeform non era ancora convinta di quando concludere la serie. Nonostante ciò, alla fine della sesta stagione, Marlene King rivelò all’attrice del personaggio che avevano intenzione di rimanere fedeli al piano iniziale di introdurre Alex.

## Accoglienza
L'introduzione e la successiva rivelazione del personaggio come antagonista finale della serie ha suscitato reazioni contrastanti. Molti telespettatori sono rimasti insoddisfatti del retroscena e delle motivazioni di Alex. Inoltre, la recitazione di Troian Bellisario ha ricevuto reazioni contrastanti, soprattutto per colpa del suo tentativo di usare un accento britannico.
Alcuni critici televisivi hanno accolto con favore il colpo di scena. Gavin Hetherington di SpoilerTV ha apprezzato la rivelazione di Alex come "A.D." e la sua connessione con Spencer, affermando che era "davvero ben fatto". Yana Grebenyuk di TVFanatic ha lodato il personaggio in modo simile.
Tuttavia, molti altri critici hanno condiviso opinioni negative su Alex. Isabella Biedenharn di Entertainment Weekly è rimasta scontenta di alcune delle caratteristiche di Alex, criticando l’accento britannico della Bellisario. Scrivendo per Vulture, Jessica Goldstein ha dato una recensione sfavorevole all'introduzione del personaggio, lamentandosi della sua entrata troppo in ritardo e delle sue motivazioni poco originali ed eccitanti.